# كيوشي أوغاوا
كيوشي أوغاوا (باليابانية: 小川清؛ بالكانا: おがわ きよし) هو عسكري ياباني، ولد في 23 أكتوبر 1922 في غونما في اليابان، وتوفي في 11 مايو 1945.